# Diehl (Familienname)
Diehl ist ein Familienname.

## Namensträger

### A
- Aaron Diehl (* 1985), US-amerikanischer Jazzmusiker
- Adam Diehl (1810–1880), deutscher Schauspieler
- Alex Diehl (* 1987), deutscher Musiker
- Alexander D. Diehl (* um 1964), US-amerikanischer Bioinformatiker, Ontologe und Hochschullehrer
- Alianne Diehl (* 1977), deutsche Schauspielerin und Sprecherin
- Anton Diehl (1928–2008), deutscher Politiker, MdL Rheinland-Pfalz
- August Diehl (Schriftsteller) (1876–1963), deutscher Schriftsteller, Landesleiter der Reichsschrifttumskammer
- August Diehl (Publizist) (1896–nach 1960), deutscher Wirtschaftspublizist
- August Diehl (* 1976), deutscher Schauspieler

### C
- Carl Diehl (Politiker) (1801–1862), deutscher Jurist und Politiker der Freien Stadt Frankfurt
- Carl Wilhelm Diehl (1824–1885), deutscher Diplomat, Kaufmann und Lyriker
- Carlos Guillermo Miguens Diehl (1893–nach 1944), argentinischer Diplomat
- Charles Diehl (1859–1944), französischer Historiker
- Christoph Diehl (* 1946), deutscher Konteradmiral
- Claudia Diehl (* 1968), deutsche Soziologin
- Conrad Diehl (Politiker) (1776–1836), bayerischer Notar und Abgeordneter
- Conrad Diehl (Bürgermeister) (1843–1918), US-amerikanischer Arzt und Bürgermeister
- Conrad Ludwig Diehl (1810–1853), bayerischer Revolutionär

### D
- David Diehl (* 1980), US-amerikanischer American-Football-Spieler
- David Gustav Diehl (1823–1903), deutscher Fabrikant
- Dorothee Diehl (* 1967/1968), deutsche Politikerin

### E
- Eddie Diehl (1936–2017), US-amerikanischer Jazzmusiker
- Edgar Diehl (* 1950), deutscher Künstler, Autor und Kurator
- Edmund Diehl (1857–1923), deutscher Politiker (NLP)
- Edmund Philipp Diehl (1894–1955), deutscher Politiker (NSDAP), MdL Hessen
- Eduard W. Diehl (1917–2003), deutscher Arzt, Entomologe und Autor
- Ella Alexandrowna Diehl (* 1978), russische Badmintonspielerin
- Else Diehl (* 1931), deutsche Missionarin und Autorin
- Emil Diehl (Fabrikant) (1852–nach 1890), deutscher Fabrikant
- Emil Diehl (Bergsteiger) (?–1903), deutscher Bergsteiger und Jurist
- Emil Heinrich Diehl (1891–1933), deutscher Mediziner und Politiker (NSDAP)
- Erich Diehl (1890–1952), deutschbaltischer Klassischer Philologe
- Erika Zwierlein-Diehl (1936–2025), deutsche Archäologin
- Ernst Diehl (Philologe) (1874–1947), deutscher Klassischer Philologe und Epigraphiker
- Ernst Diehl (Historiker) (1928–2004), deutscher Historiker
- Ernst Diehl (Fußballspieler) (* 1949), deutscher Fußballspieler

### F
- Ferdinand Diehl (1901–1992), deutscher Regisseur
- Friedrich Diehl (Fotograf) (1863–1932), deutscher Fotograf, Graveur und Liedtextdichter
- Friedrich Diehl (Mediziner) (1900–1981), deutscher Internist und Hochschullehrer
- Fritz Diehl (1888–1976), deutscher Entomologe und Präparator

### G
- Gaston Diehl (1912–1999), französischer Kunsthistoriker, Hochschullehrer, Kunstkritiker, Journalist und Filmemacher
- Gerhard Diehl (* 1962), deutscher Historiker
- Guida Diehl (1868–1961), deutsche Pädagogin und Frauenrechtlerin
- Günter Diehl (1916–1999), deutscher Diplomat
- Gustav Eugen Diehl (1883–1931), deutscher Schriftsteller und Herausgeber von Kunstzeitschriften

### H
- Hanns Diehl (1877–1946), deutsch-österreichischer Maler, Radierer und Innenarchitekt
- Hans Diehl (Schauspieler) (1940–2024), deutscher Schauspieler
- Hans-Dieter Diehl (Fußballspieler, 1941) (1941–2012), deutscher Fußballspieler (1. FC Saarbrücken)
- Hans-Dieter Diehl (Fußballspieler, 1951) (* 1951), deutscher Fußballspieler (1. FC Kaiserslautern)
- Hans Karl Diehl (1911–2007), von 1957 bis 1972 Präses der Evangelisch-Lutherischen Kirche in der Republik Namibia
- Hans-Jürgen Diehl (* 1940), deutscher Maler
- Hans-Werner Diehl (* 1950), deutscher Physiker
- Hein Diehl (1896–1964), deutscher Politiker (NSDAP)
- Heinrich Diehl (1840–1918), deutscher Politiker
- Heinrich Johannes Diehl (1908–2002), deutscher Pastor
- Heinz-Georg Diehl (1935–2019), deutscher Politiker (CDU)
- Helmut Diehl (1932–2017), deutscher Maler und Grafiker
- Hermann Diehl (Regisseur) (1906–1983), deutscher Regisseur, Puppenbauer und Filmproduzent
- Hermann Diehl (Fußballspieler) (* 1936), deutscher Fußballspieler
- Hildebrand Diehl (* 1939), deutscher Politiker, Oberbürgermeister von Wiesbaden
- Hubert Diehl, deutscher Schlagersänger
- Hugo von Diehl (1821–1883), bayerischer General der Infanterie

### J
- Jac Diehl (1901–1978), deutscher Schauspieler
- Jakob Diehl (* 1978), deutscher Schauspieler, Musiker und Komponist
- Johann Diehl (Geigenbauer) (1775–1850), deutscher Geigenbauer
- Johann Baptist Diehl (1807–1871), deutscher Theologe und Landtagsabgeordneter
- Johanna Diehl (* 1977), deutsche Fotografin
- Johannes Baptista Diehl (1807–1871), deutscher römisch-katholischer Geistlicher und Generalvikar im Bistum Limburg
- Johannes F. Diehl (* 1968), deutscher evangelischer Theologe und Hebraist
- Johannes Friedrich Diehl (1929–2008), deutscher Lebensmittelchemiker
- John Diehl (* 1950), US-amerikanischer Schauspieler
- Jörg Diehl (1928–2002), deutscher Materialwissenschaftler
- Josef Diehl (1898–1971), deutscher Politiker (SPD)
- Julius Diehl (1858–1932), deutscher Buchhändler
- Justin Diehl (* 2004), deutsch-ghanaischer Fußballspieler

### K
- Karl Diehl (Ökonom) (1864–1943), deutscher Nationalökonom
- Karl Diehl (Mediziner) (1896–1969), deutscher Internist
- Karl Diehl (Unternehmer) (1907–2008), deutscher Unternehmer
- Karl-Heinz Diehl (1944–2020), deutscher Fußballspieler
- Karl Ludwig Diehl (1896–1958), deutscher Schauspieler
- Katja Diehl (* 1973), deutsche Autorin und Podcasterin
- Kaya Diehl (* 1992), deutsche Handballspielerin
- Klaus Jürgen Diehl (* 1943), deutscher Pfarrer und Buchautor
- Klaus-Peter Diehl (* 1966), deutscher Posaunist
- Konrad Philipp Diehl (1873–1959), deutscher Politiker (HBB, DVP), MdL Hessen

### L
- Lorenz Diehl (1871–1948), deutscher Politiker (CDU)
- Ludwig Diehl (Autor) (1866–1947), deutscher Schriftsteller
- Ludwig Diehl (Theologe) (1894–1982), deutscher Theologe und Landesbischof

### M
- Manfred Diehl (* 1950), deutscher Turner und Turntrainer
- Melek Diehl (1976–2008), deutsche Schauspielerin
- Michael Diehl (* 1958), deutscher Basketballspieler
- Moritz Diehl (* 1971), deutscher Ingenieurwissenschaftler und Hochschullehrer

### O
- Ole Diehl (* 1964), deutscher Politikwissenschaftler, Diplomat, Vizepräsident des BND
- Otto Diehl (Geologe) (1879–1946), deutscher Geologe
- Otto Diehl (Ornithologe) (1926–2018), deutscher Vogelkundler und Naturschützer

### P
- Paul Diehl (1886–1976), deutscher Filmproduzent, Filmregisseur und Autor
- Paul Diehl (Politikwissenschaftler) (* 1958), US-amerikanischer Politikwissenschaftler
- Paula Diehl (* 1970), deutsche Politikwissenschaftlerin
- Peter Diehl (Maler) (* 1939), deutscher Maler
- Peter Diehl (Unternehmer) (1949–2016), deutscher Unternehmer
- Peter Diehl (Turner) (* 1950), deutscher Turner
- Peter-Allan Diehl (* 1943), Schweizer Biologe und Hochschullehrer
- Philip Diehl (1847–1913), deutschamerikanischer Ingenieur
- Philipp Diehl (Politiker) (1815–1887), deutscher Politiker, MdL Hessen
- Philipp Diehl (Missionar) (1837–1920), deutscher Missionar
- Philipp Carl Diehl (1751–1836), deutscher Politiker der Freien Stadt Frankfurt

### R
- Rainer Diehl (* 1952), deutscher Mediziner
- René Diehl (1912–1980), französischer Archäologe
- Robert Diehl (1891–1958), deutscher Bibliothekar
- Rolf Diehl (* 1952/1953), deutscher Unternehmer und Wirtschaftsmanager
- Rolf R. Diehl (* 1960), deutscher Psychologe und Hochschullehrer
- Rudolf Diehl (Unternehmer) (1913–nach 1971), deutscher Unternehmer
- Rudolf Diehl (Schriftsteller) (1924–1998), deutscher Schriftsteller
- Ruth Diehl (* 1936), deutsche Nachrichtensprecherin und Schauspielerin

### S
- Sarah Diehl (* 1978), deutsche Publizistin, Kulturwissenschaftlerin und Filmemacherin
- Siegfried Diehl (1940–2001), deutscher Journalist

### T
- Theodor Diehl (1855–1921), deutscher Chemiker
- Theodora Diehl (1921–2017), deutsche Schauspielerin, Künstlerin und Autorin
- Thomas Diehl (1951–2017), deutscher Manager
- Thomas Diehl (Berufspädagoge) (* 1962), deutscher Berufs-/Betriebspädagoge und Hochschullehrer
- Torsten Diehl, deutscher Theaterregisseur

### U
- Ulrich Diehl (* 1957), deutscher Philosoph
- Ute Diehl (* 1944), deutsche Regisseurin

### V
- Volker Diehl (Mediziner) (* 1938), deutscher Onkologe
- Volker Diehl (Galerist) (* 1957), deutscher Galerist
- Volker Diehl (Radsportler) (1963–2022), deutscher Radsportler

### W
- Walter Diehl (Versicherungsmathematiker) (1909–1976), deutscher Versicherungsmathematiker und Geschäftsführer des Versorgungswerks der Presse
- Walter Diehl (Manager) (1927–2023), Schweizer Manager
- Walter F. Diehl (1907–1991), US-amerikanischer Gewerkschafter
- Walther Diehl (1920–1994), deutscher Schriftsteller, Journalist und Schauspieler
- Werner Diehl (1946–2025), deutscher Unternehmer und Aufsichtsratsvorsitzender
- Wilhelm Diehl (1871–1944), deutscher Theologe, Kirchenhistoriker und Politiker (DNVP)
- Wilhelm Diehl (Missionar, 1874) (1874–1940), deutscher Missionar (Rheinische Missionsgesellschaft) in Deutsch-Neuguinea
- Wilhelm Diehl (Missionar, 1876) (1876–1961), deutscher Missionar der Rheinischen Missionsgesellschaft in Deutsch-Südwestafrika (Namibia)
- Wilhelm List-Diehl (1915–1992), deutscher Theaterintendant
- William Diehl (1924–2006), US-amerikanischer Schriftsteller, Journalist und Fotograf
- Wolfgang Diehl (Alpinist) (1908–1990), Schweizer Alpinist
- Wolfgang Diehl (Schriftsteller) (* 1940), deutscher Schriftsteller
- Wolfgang Diehl (Scalaloge) (* 1947), deutscher Treppenforscher und Vorsitzender der Gesellschaft für Treppenforschung